# Twin Town
Twin Town – brytyjski komediodramat z 1997 roku w reżyserii Kevina Allena. Wyprodukowana przez wytwórnię PolyGram Filmed Entertainment.
Premiera filmu odbyła się 11 kwietnia 1997 w Wielkiej Brytanii. W Polsce film odbył się 9 stycznia 1998. Zdjęcia do filmu zrealizowano w Swansea i Baglan w Walli w Wielkiej Brytanii.

## Opis fabuły
Miasteczkiem Swansea w południowej Walii trzęsie przedsiębiorca budowlany Bryn Cartwright (William Thomas). Kiedy zatrudniony u niego Gruby Lewis (Huw Ceredig) ulega wypadkowi, jego synowie, Julian (Llyr Ifans) i Jeremy (Rhys Ifans), żądają od Cartwrighta zadośćuczynienia. Odesłani z kwitkiem rozpoczynają z nim wojnę.

## Obsada
Źródło: Filmweb
- Llyr Ifans jako Julian Lewis
- Rhys Ifans jako Jeremy Lewis
- Dorien Thomas jako Greyo
- Dougray Scott jako Terry Walsh
- Buddug Williams jako pani Mort
- Ronnie Williams jako pan Mort
- Huw Ceredig jako Gruby Lewis
- Rachel Scorgie jako Adie Lewis
- Di Botcher jako Jean Lewis
- Mary Allen jako Olive

## Nagrody i nominacje
Źródło: Filmweb
| Rok  | Miejsce   | Nagroda          | Kategoria                  | Odbiorcy i nominowani | Wynik     |
| ---- | --------- | ---------------- | -------------------------- | --------------------- | --------- |
| 1997 | Berlinale | Złoty Niedźwiedź | Udział w konkursie głównym | Kevin Allen           | Nominacja |